# 金貝爾山
72°1′S 102°0′W / 72.017°S 102.000°W
金貝爾山（英語：Mount Gimber），是南極洲的山峰，位於埃爾斯沃思地，處於蘭德福爾峰東南面0.9公里的瑟斯頓島西部，由英國南極名稱諮詢委員會命名，現時由南極條約體系管理。